# 团垫黄耆
团垫黄耆（学名：Astragalus arnoldii）是豆科黄芪属的植物，是中国的特有植物。分布于中国大陆的青海、西藏等地，生长于海拔4,600米至5,100米的地区，一般生长在山坡和河滩上，目前尚未由人工引种栽培。